# Chaussée de Boondael 371
 (juin 2019).
Si vous disposez d'ouvrages ou d'articles de référence ou si vous connaissez des sites web de qualité traitant du thème abordé ici, merci de compléter l'article en donnant les références utiles à sa vérifiabilité et en les liant à la section « Notes et références ».
Le 371 Chaussée de Boondael à Ixelles, en Belgique, est une maison unifamiliale de style Art Déco commandée par le propriétaire du terrain Guillaume Van Eekhoudt, construite par l’architecte bruxellois Arthur Manne en 1926. Imaginée à l’époque pour accueillir la famille Van Eekhoudt, elle a été transformée en plusieurs appartements.

## Histoire du site
La chaussée de Boondael est dès le XIIIe siècle une voie publique importante. En 1874, cet axe principal entre le hameau d’Ixelles-le-Vicomte et celui de Boondael, développe un tracé qui n’a pas changé depuis. La chaussée traverse le quartier de la Petite Suisse qui, depuis son urbanisation en 1899, est un secteur animé de la commune. Le développement de ce quartier voit le jour grâce à un propriétaire foncier, Maximilien Dugniolle (1822-1903). Ce dernier possède plusieurs terrains dans les alentours et souhaite, en collaboration avec la commune d’Ixelles, relier l’Avenue du Solbosch à celle des Saisons.
Ce réaménagement urbain va dynamiser le quartier et lui permettre de devenir un lieu important de la commune. Un journal local s’y développera même. Située entre le Cimetière d’Ixelles et la Place de la Petite Suisse, la maison bénéficie par conséquent de la vie de quartier qui est mise en place.
Cette façade Art Déco se place dans un contexte en réponse à l’Art Nouveau, devenu trop extravagant. À la fin de la Première Guerre mondiale, on observe un retour à des façades moins chargées, plus géométriques, où chaque élément répond à une utilité propre. Les ouvertures percées dans les façades transcrivent bien les fonctions qui prennent place dans le bâtiment et une lecture facile des maisons par les façades est possible. L’oriel, les diverses ornementations, les ferronneries et les motifs floraux sont des éléments représentatifs du style art déco.

## Description
La façade bichrome rouge et blanche de 8,50 mètres de large se décline, originellement, sur quatre niveaux et trois travées asymétriques. Depuis la construction de la maison, plusieurs travaux ont été entrepris tel que le rehaussement de la toiture pour permettre d’ajouter un étage en attique. Suivant une lecture de la maison de gauche à droite, les trois travées se placent comme suit : premièrement la travée latérale avec une porte cochère au rez-de-chaussée, ensuite la travée principale où l’on distingue un oriel qui se développe sur les deux premiers étages et enfin la travée d’entrée, plus étroite que les deux précédentes, avec comme son nom l’indique, la porte d’entrée. La façade s’érige sur une hauteur de 13,90 mètres depuis un trottoir en pavés de grès retaillés fini par une bordure en pierre bleue.

### Rez-de-chaussée
Le rez-de-chaussée est divisé en deux sur la hauteur par un appui de fenêtre qui s’étend sur toute la largeur et en trois suivant les travées. En-dessous de l’appui, il y a un soubassement en pierres bleues dans lequel sont percés, au centre de la façade, deux soupiraux d’allège, aujourd’hui recouverts de plaques métalliques. Le nom de l’architecte a été gravé dans la pierre bleue du côté droit de la porte d’entrée.  On trouve aussi au niveau du soubassement, un gratte-pied en fer forgé et une marche de seuil donnant sur la porte d’entrée. Au-dessus de l’appui, s’élève un bossage continu en pierres blanches, qui depuis a été recouvert d’un enduit beige donnant un effet lisse à la façade. Sur la travée de gauche, la porte cochère à doubles battants à désormais laissé place à une volet de garage mécanique. On retrouve toujours cependant les deux chasse-roues de part et d’autre de la baie. Cette entrée donne, après le passage sous le premier étage, dans une cour où se trouvent un garage et un atelier qui existaient déjà avant la construction de la maison (1924). Au niveau de la travée centrale, deux fenêtres jumelles à guillotine ont été remplacées dorénavant par des fenêtres à simple battant. Elles baignent de lumière une salle à manger utilisée aussi comme bureau. Enfin sur la travée de droite, la porte d’entrée est composée d’un double battant qui est séparé de la baie d’imposte par une traverse d’imposte. La porte d’entrée est ornementée de vitraux et de barreaux avec motifs en fer forgé. Chaque percement du rez-de-chaussée est rehaussé d’un encadrement à moulures. 
Le rez-de-chaussée est séparé du reste de l’élévation tout d’abord par un bandeau saillant en simili-pierre blanche, surmonté ensuite d’un autre bandeau du même matériau. À partir de l’étage noble, la façade est faite en briques rouges, ponctuée d’éléments en simili-pierre blanche.

### Premier et deuxième étage
Les deux étages qui s’érigent ensuite, simplement séparés par un bandeau en simili-pierre blanche, sont sensiblement similaires au rez-de-chaussée. On voit se développer dès le premier étage un oriel, amorcé par un surplomb arqué en simili-pierre blanche, qui s’étend sur le deuxième étage pour se conclure avec un balcon au troisième. Les fenêtres de la travée latérale sont sous la forme de triplets et sont surmontées de baies d’imposte, qui étaient à l’époque décorées de bandes à motifs floraux. Les fenêtres de l’oriel forment également un triplet, à la seule différence qu’ici chaque pan du triplet est surmonté de sa propre baie d’imposte. Sur la dernière travée, on trouve des fenêtres à simple battant avec une baie d’imposte, elle aussi décorée. Sur les deux niveaux, sous chaque fenêtre on retrouve des tables d’allège renfoncées. Au premier étage, les tables sont faites en briques rouges et sont séparées des fenêtres par un tore en simili-pierre blanche qui s’étend sur toute la largeur de la façade. Au deuxième, les tables sont, elles, faites d’un mélange de briques rouges mises à la verticale et de simili-pierre blanche ornementées de moulures florales. Elles sont séparées de la fenêtre par un rebord, également de couleur blanche.

### Troisième étage
Sur le troisième niveau, apparaissent des balcons protégés par des garde-corps en ferronnerie. Le fer est forgé avec des volutes et des motifs géométriques, rappelant ceux de la porte d’entrée. Les balconnets des travées latérales ne sont profonds que de quelques centimètres et reposent sur des appuis en simili-pierre blanche. Celui surplombant l’oriel est quant à lui plus profond et fait 90 centimètres, profondeur maximale autorisée par la commune. Deux dés en pierres blanches ornementés de formes parallélépipédiques ferment de part et d’autre le balcon central. Depuis ces dés, des éléments en simili-pierre blanche viennent faire la jonction avec le trumeau en briques rouges. Les linteaux droits des fenêtres de ce dernier étage sont séparés de la corniche par un bandeau en simili-pierre blanche.

### Combles
La façade continue avec un entablement composé d’une architrave et d’une frise. Celle-ci est décorée de tables moulurées à motifs floraux en alternance avec des formes plus géométriques dans lesquelles se trouvent les trous de boulin.
La façade d’origine se conclut par une corniche, soutenue par deux consoles au niveau de la travée principale et par une multitude de corbeaux sur toute la largeur de la façade. Des petites gouttes viennent combler les espaces entre chaque corbeau, rythmant ainsi cette corniche. Originellement en bois couleur acajou la corniche s’assortissait avec l’ensemble des châssis. Tous ont été, depuis, repeints en gris-vert. La toiture à deux versants de la maison, faite de tuiles de Pottelberg vernissées, voyait s’élever de 2 mètres au-dessus de la corniche, deux cheminées en briques rouges. Trois petites fenêtres de toit carrées éclairaient ainsi les combles.
Plus tard, un étage en attique a été construit. On peut maintenant apercevoir une toiture mansardée percée par trois lucarnes rampantes. Les deux lucarnes latérales sont en briques rouges surmontées d’un linteau en simili-pierre blanche. La lucarne centrale est couronnée d’un fronton triangulaire également de couleur blanche avec un tympan uni de même couleur. La toiture semble à présent être faite d’ardoises et la seule cheminée qui surplombe encore la maison a été recouverte d’un enduit blanc.

## Images

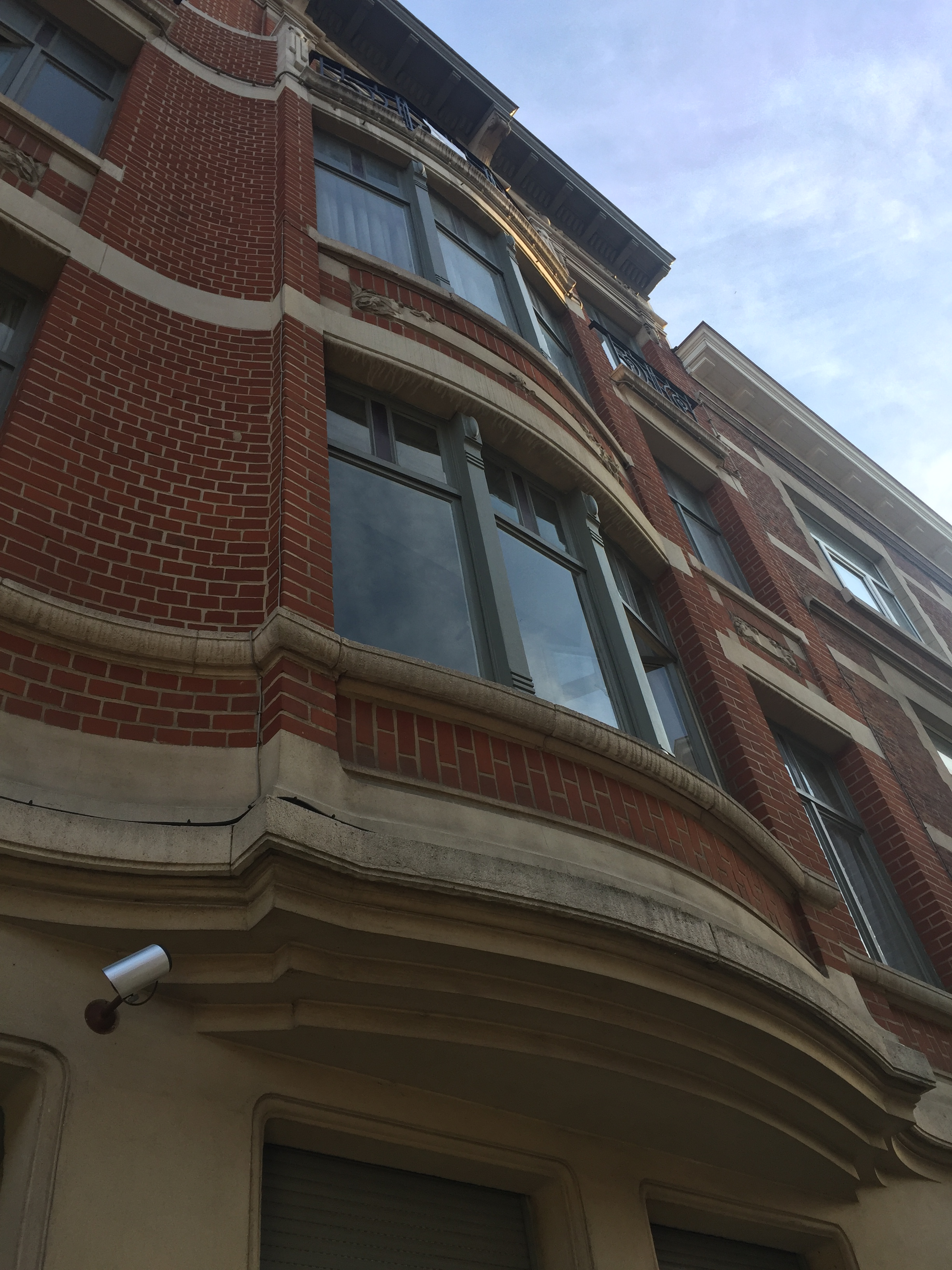
Détail 371 Chaussée de Boondael - Oriel
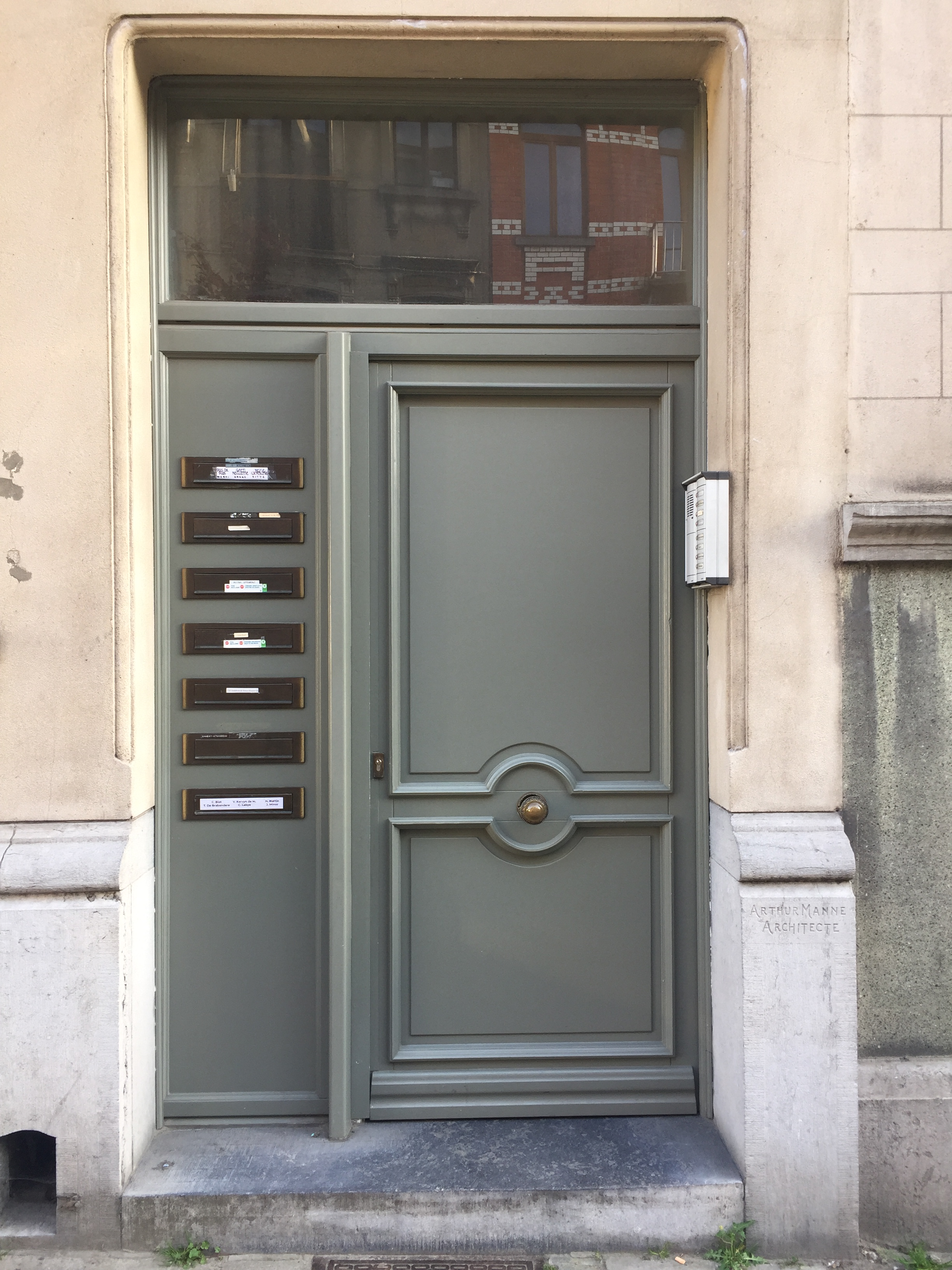
Détail 371 Chaussée de Boondael - Porte d'entrée